# Шушко Надія Михайлівна
Надія Михайлівна Шушко (біл. Надзея Міхайлаўна Шушко; нар. 28 березня 1990, Смолевичі, Мінська область) — білоруська борчиня вільного стилю, бронзова призерка Європейських ігор. Майстер спорту Білорусі міжнародного класу з вільної боротьби.

## Життєпис
Боротьбою почала займатися з 2002 року. Перший тренер Сергій Володимирович Цапов. Вихованка Смолевицької спеціалізованої дитячо-юнацької школи олімпійського резерву, де тренувалася під керівництвом заслуженого тренера Республіки Білорусь Лазаря Борисовича Лейкіна. Була срібною призеркою чемпіонату Європи 2005 року серед кадетів. Потім стала вчитися в Білоруському державному педагогічному університеті ім. Максима Танка. Там почала тренуватися у Леоніда Володимировича Алешкевича. П'ятиразова чемпіонка Білорусі.
Працює в Міністерстві спорту і туризму Республіки Білорусь.

## Спортивні результати на міжнародних змаганнях

### Виступи на Чемпіонатах світу
| Змагання                        | Збірна   | Вагова категорія          | Місце |
| ------------------------------- | -------- | ------------------------- | ----- |
| Чемпіонат світу з боротьби 2014 | Білорусь | жіноча боротьба, до 53 кг | 25    |
| Чемпіонат світу з боротьби 2015 | Білорусь | жіноча боротьба, до 53 кг | 21    |

### Виступи на Чемпіонатах Європи
| Змагання                         | Збірна   | Вагова категорія          | Місце |
| -------------------------------- | -------- | ------------------------- | ----- |
| Чемпіонат Європи з боротьби 2012 | Білорусь | жіноча боротьба, до 55 кг | 12    |
| Чемпіонат Європи з боротьби 2014 | Білорусь | жіноча боротьба, до 53 кг | 9     |

### Виступи на Європейських іграх
| Змагання              | Збірна   | Вагова категорія          | Місце  |
| --------------------- | -------- | ------------------------- | ------ |
| Європейські ігри 2015 | Білорусь | жіноча боротьба, до 53 кг | Бронза |

### Виступи на Кубках світу
| Змагання                    | Збірна   | Вагова категорія          | Місце |
| --------------------------- | -------- | ------------------------- | ----- |
| Кубок світу з боротьби 2009 | Білорусь | жіноча боротьба, до 51 кг | 8     |

### Виступи на інших змаганнях
| Змагання                                                      | Збірна   | Вагова категорія          | Місце  |
| ------------------------------------------------------------- | -------- | ------------------------- | ------ |
| Гран-прі Німеччини з боротьби 2009                            | Білорусь | жіноча боротьба, до 51 кг | 11     |
| Турнір Олександра Медведя 2011                                | Білорусь | жіноча боротьба, до 51 кг | 10     |
| Турнір Дана Колова — Николи Петрова 2012                      | Білорусь | жіноча боротьба, до 55 кг | 11     |
| Олімпійський кваліфікаційний турнір з боротьби 2012 (Софія)   | Білорусь | жіноча боротьба, до 55 кг | 10     |
| Гран-прі Німеччини з боротьби 2012                            | Білорусь | жіноча боротьба, до 55 кг | Золото |
| Відкритий чемпіонат Польщі з боротьби 2012                    | Білорусь | жіноча боротьба, до 55 кг | 9      |
| Турнір Олександра Медведя 2012                                | Білорусь | жіноча боротьба, до 55 кг | Бронза |
| Гран-прі «Іван Яригін» 2014                                   | Білорусь | жіноча боротьба, до 53 кг | 9      |
| Турнір Олександра Медведя 2014                                | Білорусь | жіноча боротьба, до 53 кг | Золото |
| Гран-прі Німеччини з боротьби 2014                            | Білорусь | жіноча боротьба, до 53 кг | 12     |
| Гран-прі Іспанії з боротьби 2014                              | Білорусь | жіноча боротьба, до 53 кг | 9      |
| Золотий Гран-прі з боротьби 2014 (Баку)                       | Білорусь | жіноча боротьба, до 53 кг | Срібло |
| Гран-прі «Іван Яригін» 2015                                   | Білорусь | жіноча боротьба, до 53 кг | Бронза |
| Klippan Lady Open 2015                                        | Білорусь | жіноча боротьба, до 53 кг | 12     |
| Гран-прі Німеччини з боротьби 2015                            | Білорусь | жіноча боротьба, до 53 кг | 8      |
| Відкритий чемпіонат Польщі з боротьби 2015                    | Білорусь | жіноча боротьба, до 55 кг | Срібло |
| Золотий Гран-прі з боротьби 2015                              | Білорусь | жіноча боротьба, до 53 кг | 16     |
| Гран-прі Парижа з боротьби 2016                               | Білорусь | жіноча боротьба, до 53 кг | Бронза |
| Klippan Lady Open 2016                                        | Білорусь | жіноча боротьба, до 55 кг | Золото |
| Олімпійський кваліфікаційний турнір з боротьби 2016 (Стамбул) | Білорусь | жіноча боротьба, до 53 кг | 8      |
| Чемпіонат світу з боротьби серед військовослужбовців 2016     | Білорусь | жіноча боротьба, до 55 кг | Бронза |
| Henri Deglane Challenge 2016                                  | Білорусь | жіноча боротьба, до 53 кг | Золото |
| Гран-прі Парижа з боротьби 2017                               | Білорусь | жіноча боротьба, до 55 кг | Срібло |
| Klippan Lady Open 2017                                        | Білорусь | жіноча боротьба, до 55 кг | Бронза |
| Турнір Дана Колова — Николи Петрова 2017                      | Білорусь | жіноча боротьба, до 55 кг | 10     |
| Чемпіонат світу з боротьби серед військовослужбовців 2017     | Білорусь | жіноча боротьба, до 55 кг | Срібло |

### Виступи на змаганнях молодших вікових груп
| Змагання                                       | Збірна   | Вагова категорія          | Місце  |
| ---------------------------------------------- | -------- | ------------------------- | ------ |
| Чемпіонат Європи з боротьби серед кадетів 2005 | Білорусь | жіноча боротьба, до 40 кг | Срібло |
| Чемпіонат Європи з боротьби серед кадетів 2007 | Білорусь | жіноча боротьба, до 46 кг | 5      |